# Oritschi
Oritschi (russisch О́ричи) ist eine Siedlung städtischen Typs in der Oblast Kirow in Russland mit 7962 Einwohnern (Stand 14. Oktober 2010).

## Geographie
Der Ort liegt etwa 40 km Luftlinie südwestlich des Oblastverwaltungszentrums Kirow und gut 10 km vom linken Ufer der Wjatka entfernt.
Oritschi ist Verwaltungszentrum des Rajons Oritschewski sowie Sitz und einzige Ortschaft der Stadtgemeinde Oritschewskoje gorodskoje posselenije.

## Geschichte
Ein Ort an Stelle der heutigen Siedlung wurde erstmals 1678 urkundlich erwähnt. Auch nach der Vorbeiführung der Eisenbahnstrecke Sankt Petersburg – Wologda – Wjatka (heute Kirow) und der Eröffnung eines Bahnhofs am 15. November 1906 entwickelte sich der Ort zunächst nur langsam, wurde aber wegen seiner verkehrstechnisch günstigen Lage mit der Schaffung eines neuen, nach ihm benannten Rajons 1929 als dessen Verwaltungssitz gewählt und in Folge entsprechend ausgebaut.
1960 erhielt Oritschi den Status einer Siedlung städtischen Typs.

### Bevölkerungsentwicklung
| Jahr | Einwohner |
| ---- | --------- |
| 1926 | 135       |
| 1939 | 1423      |
| 1959 | 2580      |
| 1970 | 4668      |
| 1979 | 7193      |
| 1989 | 9915      |
| 2002 | 8050      |
| 2010 | 7962      |

Anmerkung: Volkszählungsdaten

## Verkehr
Oritschi besitzt einen Bahnhof bei Kilometer 915 (ab Moskau) der auf diesem Abschnitt 1906 eröffneten und seit 1963 elektrifizierten Hauptstrecke der Transsibirischen Eisenbahn, an dem von der Gorkier Eisenbahn betriebenen Teilstück Swetscha – Kirow – Balesino.
Zur Siedlung führt die der Bahnstrecke folgende Regionalstraße 33N-120 von Kirow, weiter als Lokalstraße bis zur Siedlung Mirny im Westteil des Rajons.